# Ludvig Fahlstedt
Karl Ludvig Fahlstedt, född 1 september 1972 i Vikingstad, Östergötlands län, är en svensk skådespelare. 

## Biografi
Fahlstedt utbildades vid Teaterhögskolan i Malmö 1995-1999 och vid Balettakademien i Göteborg. 2012 lämnade han teatern och utbildade sig till flygledare. 2017 gjorde han comeback i Stark som en räv på Östgötateatern.
Han är bror till skådespelaren Jakob Fahlstedt och sambo med skådespelaren Magdalena Eshaya.

## Filmografi
| År   | Roll              | Produktion            | Noter                |
| ---- | ----------------- | --------------------- | -------------------- |
| 2009 | Mats              | Livet i Fagervik      | TV-serie Avsnitt 2.9 |
| 2012 | Restauranggäst    | Rollen är min         |                      |
| 2017 | Socialassistenten | 7333 sekunder Johanna |                      |

## Teater

### Roller (ej komplett)
| År   | Roll            | Produktion                                               | Regi                | Teater                               |
| ---- | --------------- | -------------------------------------------------------- | ------------------- | ------------------------------------ |
| 1999 | Nikolas         | Vildhundarna Hans Renhäll                                | Eva Molin           | Dramaten                             |
| 2000 | Johan Markurell | Markurells i Wadköping Hjalmar Bergman                   | Peter Dalle         | Dramaten                             |
| 2000 | Valère          | Tartuffe Molière                                         | Åsa Melldahl        | Dramaten                             |
| 2000 | Katten          | Sagan om den lilla, lilla gumman Elsa Beskow             | Katarina Sjöberg    | Dramaten                             |
| 2002 |                 | Dubbla signaler Michael Frayn                            | Peter Engkvist      | Norrbottensteatern                   |
| 2004 |                 | Dollys Beauty Shop Thomas Lindahl och Maria Sundqvist    | Judit Benedek       | Folkoperan/ Sörmlands Musik & Teater |
| 2004 |                 | En midsommarnattsdröm William Shakespeare                | Sven-Åke Gustavsson | Regionteatern Blekinge Kronoberg     |
| 2006 |                 | Ingenstans Thomas Lindahl och Irena Kraus                | Judit Benedek       | Sörmlands Musik & Teater             |
| 2007 | Kim, kocken     | Festen Thomas Vinterberg, Mogens Rukov och Bo hr. Hansen | Anders Lerner       | Malmö stadsteater                    |
| 2009 | Bernhard        | En fröjdefull jul Alan Ayckbourn                         | Marie Parker Shaw   | Regionteatern Blekinge Kronoberg     |
| 2017 | Räv Manfred     | Stark som en räv Ylva Lööf                               | Marika Lagercrantz  | Östgötateatern                       |